# مارغو ويلسون
مارغو ويلسون هي عالمة نفس كندية، ولدت في 1 أكتوبر 1942، وتوفيت في 24 سبتمبر 2009.